# Ivo Rusev
Ivo Rusev, född den 14 juni 1962, är en bulgarisk roddare.
Han tog OS-brons i scullerfyra i samband med de olympiska roddtävlingarna 1980 i Moskva.